# Арондель (линейный корабль)
«Арондель» (англ. Arundel) — парусный линейный корабль Балтийского флота Российской империи, участник Северной войны 1700—1721 годов.

## Описание корабля
Парусный линейный корабль 4 ранга, длина судна составляла 34,6 метра, ширина по сведениям из различных источников от 9,15 до 9,2 метров, а осадка от 4,1 до 4,18 метра. Вооружение судна составляли 50 орудий, включавших 12-фунтовые и 6-фунтовые, а экипаж состоял из 350 человек.

## История
Корабль «Arundel», названный в честь графа Арундела, был куплен Ф. С. Салтыковым в 1712 году в Англии и под именем «Арондель» вошёл в состав Балтийского флота России. 30 апреля (11 мая) 1714 года корабль с отрядом пришёл в Ревель. 
Принимал участие в Северной войне. В 1714, 1715 годах и с апреля по июнь 1716 года выходил в крейсерские плавания в Финский залив в составе эскадр. 19 (30) июля 1716 года с эскадрой прибыл в Копенгаген. С 5 (16) по 14 (25) августа, находясь в составе четырех объединенных флотов России, Дании, Голландии и Англии, выходил на поиски шведского флота к острову Борнхольм в Балтийском море, а 28 октября (8 ноября) с отрядом вернулся в Ревель. В апреле — октябре 1717 года вместе с фрегатом «Лансдоу» совершил плавание из Ревеля в Копенгаген. В 1718—1721 годах в составе эскадр и отрядов крейсировал в Финском заливе, в июле 1719 года прикрывал переход гребного флота из Кронштадта к шведским берегам. В июне — июле 1722 года ходил к севшему в 1721 году на мель в Финском заливе линейному кораблю «Hиштадт». Снять корабль с мели не удалось, но снятые с него орудия и такелаж «Арондель» доставил в Ревель.
В 1723, 1725 и 1726 годах выходил в практические плавания в Финский залив в составе эскадр. С июля по сентябрь 1727 года входил в состав отряда вице-адмирала Н. А. Синявина, доставившего в Киль цесаревну Анну Петровну и герцога Гольштейн-Готторпского. 8 (19) августа 1728 года вышел из Кронштадта в Киль, но из-за открывшейся сильной течи был вынужден вернуться. В 1731 и 1733 годах вновь выходил в практические плаваниях в Финском заливе. Принимал участие в боевых действиях под Данцигом. 15 (26) мая в составе эскадры адмирала Т. Гордона вышел из Кронштадта и 26 мая (6 июня) прибыл к Пиллау. 2 (13) июня сопровождал к Данцигу бомбардирский корабль «Юпитер» и вёл обстрел береговых укреплений. После чего в составе эскадры крейсировал в море, блокируя крепость, 2 (13) июля вернулся в Кронштадт. В 1735 году состоял на перевозке провианта из Риги в Кронштадт. С 1736 по 1738 год находился в практических плаваниях в Финском заливе.
Корабль «Арондель» был разобран в 1747 году в Кронштадте.

## Командиры
Командирами корабля «Арондель» в разное время служили:
- Д. Фич (1714—1715 годы).
- В. Бекер (1716 год).
- И. А Брант (1717 год).
- И. К. Mуханов (1718—1720 годы).
- граф H. Ф. Головин (1721—1722 год).
- Т. Веслинг (1723 и 1725 год).
- князь И. Я. Лобанов-Ростовский (1726 год).
- В. Ю. Лодыженский (1727 год).
- Д. С. Калмыков (1728 год).
- Д. Кенеди (1731, 1733 и 1734 годы).
- князь M. Hесвицкий (1735 год).
- В. Кензи (1736 год).
- У. Вильстер (1737 год).
- Д. Hиклас (1738 год).